# Gao Qifeng

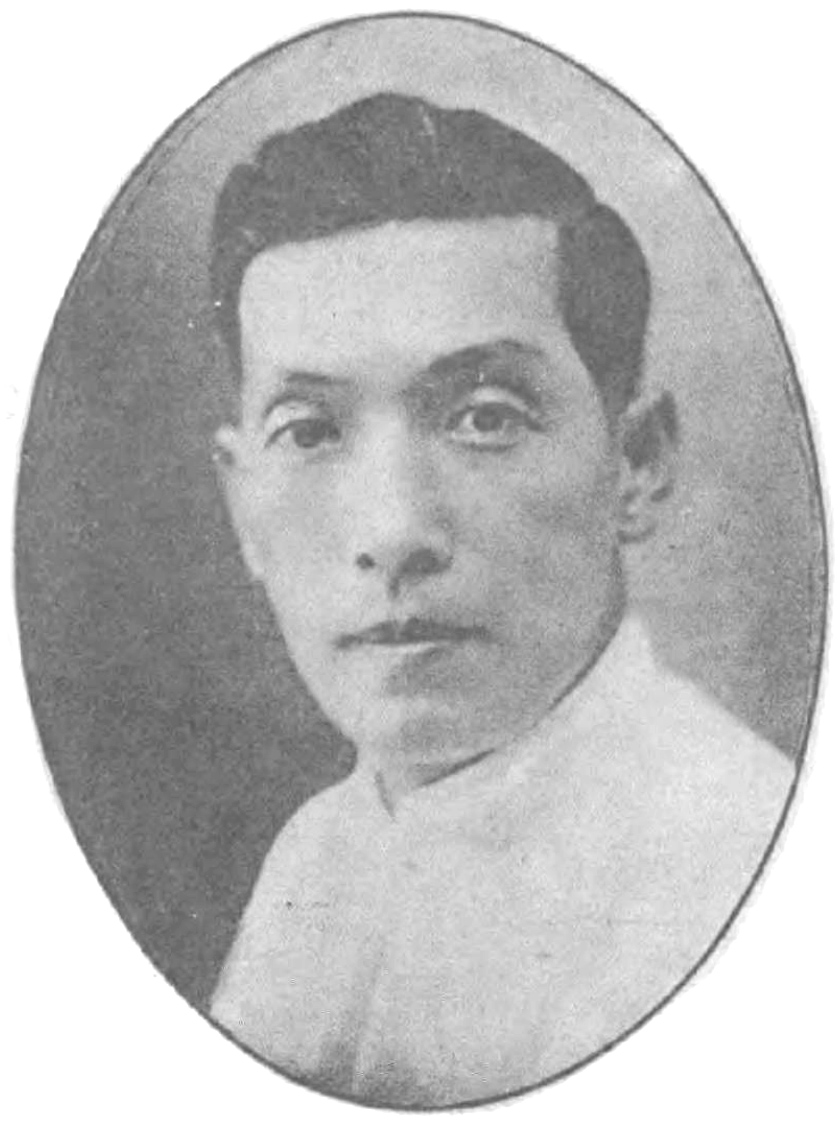
Gao um 1931

Gao Qifeng (chinesisch 高奇峰, Pinyin Gāo Qífēng; veraltet auch Kao Chi-feng; * 13. Juni 1889 in Panyu, Guangdong, Qing-Dynastie; † 2. November 1933 in Shanghai, Republik China) war ein chinesischer Maler und Mitbegründer der Lingnan-Schule zusammen mit seinem älteren Bruder Gao Jianfu und dem Künstler Chen Shuren.

## Biographie

### Frühe Jahre
Gao wurde 1889 als Gao Weng (高嵡) in der Gemeinde Yuangang, Kreis Panyu, Provinz Guangdong geboren. Er wuchs in ärmlichen Verhältnissen auf und verlor seine Eltern im frühen Kindesalter. Als kränkliches Kind wurde er zunächst bei Verwandten untergebracht, bevor er schließlich unter die Obhut seines zehn Jahre älteren Bruders Jianfu kam.
In seiner Jugend erlernte Gao die Wasserinfusions- und „knochenlos“-Maltechniken (Mogu) von Ju Lian. Mit vierzehn Jahren besuchte er eine christliche Schule und konvertierte später zum Christentum. In den mittleren 1900er Jahren absolvierte er eine Lehre bei Pastor Wu Shiqing, wo er Lampenschirme bemalte.

### Künstlerische Karriere
1907 reiste Gao mit seinem Bruder nach Tokio, um seine Kunstausbildung fortzusetzen. Dort wurde er Schüler von Tanaka Raishō und ließ sich von Künstlern wie Takeuchi Seihō und Hashimoto Kansetsu beeinflussen. Durch sein Studium erlernte Gao westliche Grundlagen zu Perspektive und Skizzieren und entwickelte einen Stil, der verschiedene Einflüsse vereinte.
Nach seiner Rückkehr nach China 1908 wurde Gao Lehrer an einer Mittelschule in Nanhai. Er engagierte sich auch politisch und trat der revolutionären Organisation Tongmenghui bei. Nach der Revolution von 1911 lehnte er ein Regierungsamt ab und widmete sich stattdessen der Kunst.

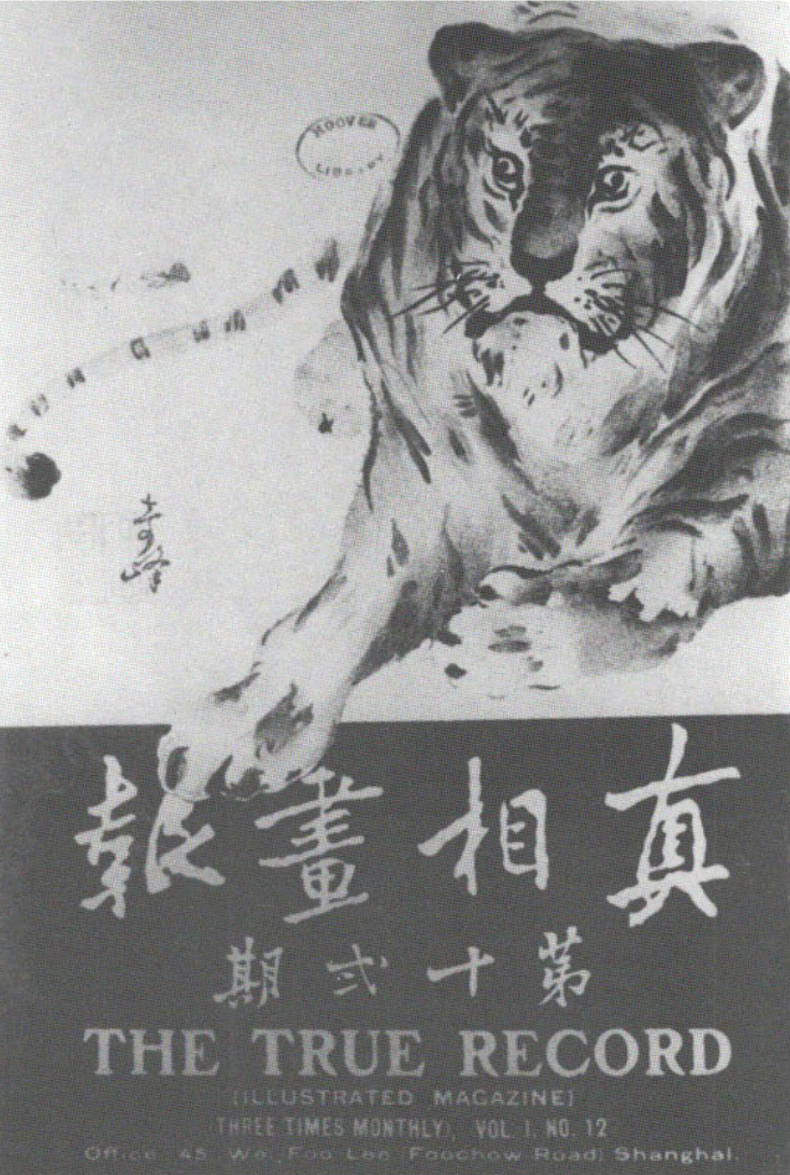
Titelbild des True Record, Bd. 1, Nr. 12

Die Gao-Brüder gründeten in Shanghai die Zeitschrift The True Record, die sich für Nationalismus und eine neue Kunstrichtung einsetzte. 1913 veröffentlichte Gao Qifeng einen Artikel, der den provisorischen Präsidenten Yuan Shikai der Ermordung des nationalistischen Führers Song Jiaoren beschuldigte, was möglicherweise zu einem selbst auferlegten Exil in Japan führte.
1918 zog Gao nach Guangzhou, wo er in einem von ihm gegründeten „Ästhetischen Museum“ Schüler ausbildete. 1925 wurde er zum Ehrenprofessor an der Lingnan-Universität ernannt. In den 1920er Jahren erlangte Gao zunehmend Anerkennung für seine Kunst.

### Späte Jahre und Tod
Um 1929 erkrankte Gao an einer Lungenentzündung und zog sich zur Genesung auf die Insel Ersha im Perlfluss zurück. Dort gründete er das Tianfang-Studio und unterrichtete zahlreiche Schüler. Gao blieb jedoch kränklich und seine Produktivität litt darunter.
1933 wurde Gao als Regierungsvertreter für eine Ausstellung zeitgenössischer chinesischer Malerei in Berlin ausgewählt. Auf der Schiffsreise nach Shanghai erkrankte er erneut und wurde mit Tuberkulose diagnostiziert. Gao starb am 2. November 1933 im Alter von 44 Jahren.

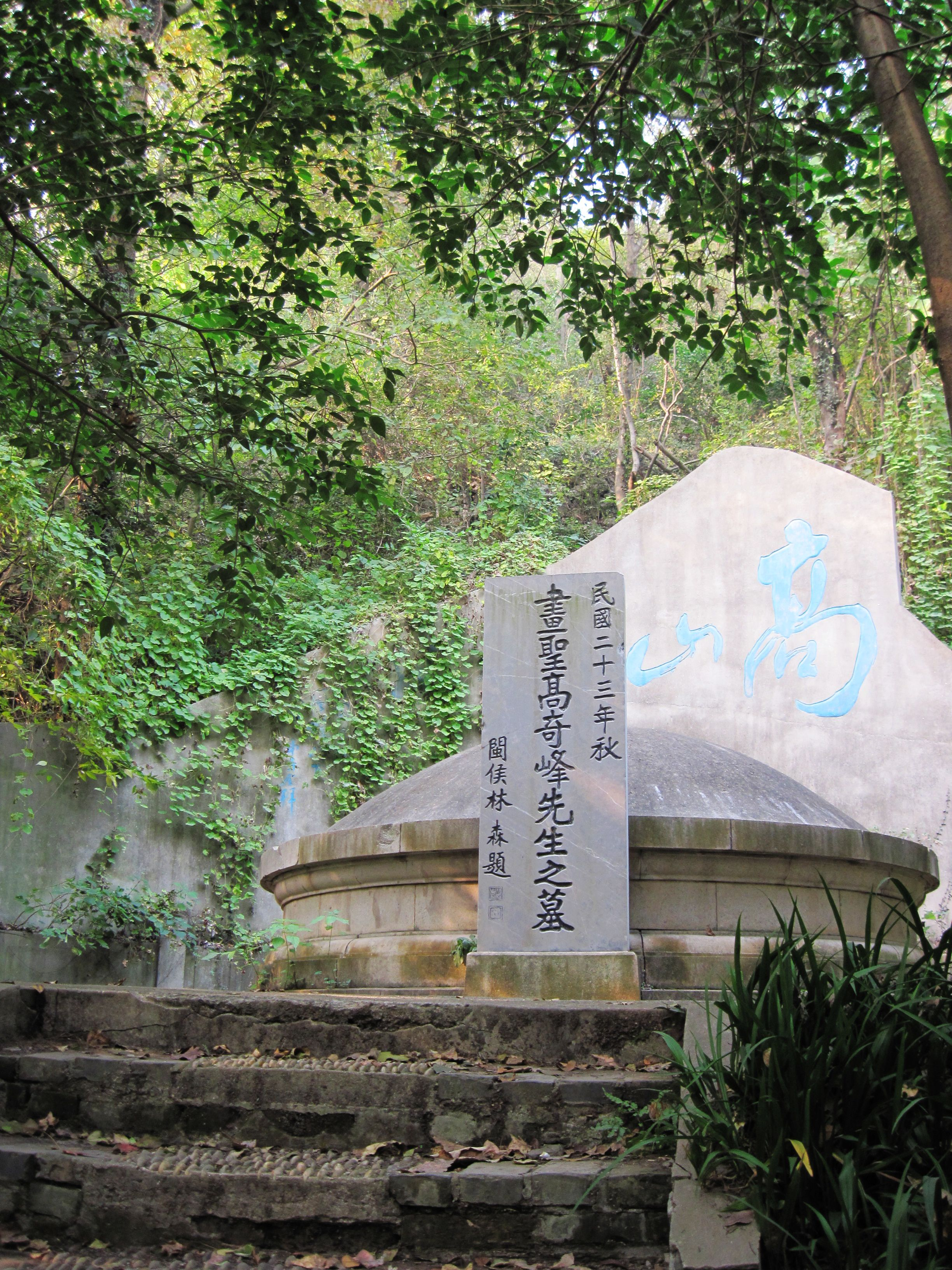
Grabmal auf dem Qixia Shan

Gaos Leichnam wurde zunächst in Guangdong beigesetzt. Auf Drängen seiner Schülerin Zhang Kunyi und mit Unterstützung prominenter Politiker wurde er 1936 auf dem Berg Qixia nahe der damaligen Hauptstadt Nanjing neu bestattet. Ein Mausoleum wurde errichtet und der damalige Präsident Lin Sen verfasste die Inschrift: „Grabmal von Herrn Gao Qifeng, dem Weisen der Malerei“.

### Beziehungen und Familie
Gao heiratete 1915 Yang Cuixing aus Suzhou und hatte mit ihr eine Tochter namens Liandi. Die Ehe wurde 1921 geschieden. Gao hatte eine enge Beziehung zu seiner Schülerin Zhang Kunyi, die als seine Patentochter oder Adoptivtochter beschrieben wurde, aber auch Gerüchten zufolge seine Geliebte gewesen sein soll.

## Künstlerische Analyse

### Vergleich mit den anderen Lingnan-Gründern
Gao Qifeng teilte viele stilistische Ähnlichkeiten mit Gao Jianfu und Chen Shuren. Alle drei hatten die Techniken von Ju Lian erlernt und einige Zeit in Japan verbracht, um japanische und westliche Malerei zu studieren. Sie suchten nach einem Gleichgewicht zwischen Innovation und Tradition und nahmen neue Ideen auf, während sie die chinesischen Techniken als Grundlage beibehielten.
Jeder der drei Künstler entwickelte jedoch auch seinen eigenen Stil. Chen bemerkte, dass Jianfu das Seltsame und Wunderbare aufnahm, er selbst das Orthodoxe, während Qifeng eine Mittelposition einnahm. Gao Qifeng verband die Kraft der Pinselstriche seines Bruders mit der Eleganz von Chens Stil.
Gao Qifengs Werke erzielen tendenziell höhere Preise als die der anderen Lingnan-Meister. Sein teuerstes Gemälde „Löwe“ (雄狮, 1915) wurde 2010 von China Guardian für 6,72 Millionen Yuan (993.000 US-Dollar) verkauft.

### Stil

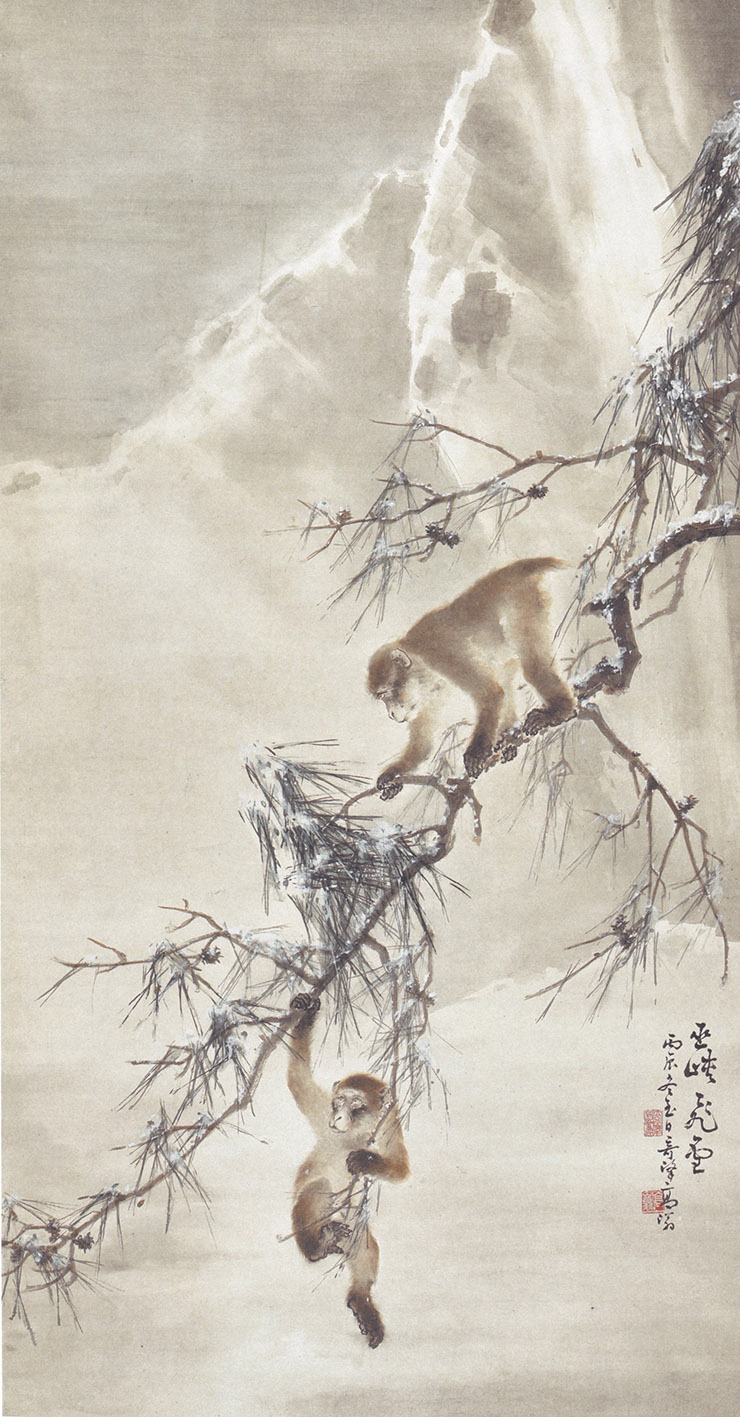
Schnee in der Wu-Schlucht, 1916, Hong Kong Museum of Art

Gao Qifeng verband die besten Elemente westlicher Kunst mit chinesischen Techniken. Er versuchte, das Einzigartige der chinesischen Malkunst zu bewahren und gleichzeitig die besten Kompositionsmethoden der Kunstschulen der Welt zu übernehmen.
Gaos Gemälde zeigen den Einfluss von Ju Lian und seinem Verwandten Chao, besonders in seinen frühesten Werken. Nach seinen Interaktionen mit der Nihonga-Schule begann Gao, traditionelle chinesische Malansätze mit ausländischen zu vermischen. Seine Verwendung von Licht und Schatten spiegelt die japanische Tradition wider, während sein Verständnis von Geometrie und Perspektive aus westlichen Quellen stammt.
Gao bevorzugte kräftige, aber feine Pinselstriche. In lebhaften Kompositionen versuchte er, Pflanzen und Tiere möglichst naturgetreu wiederzugeben. Besonders berühmt sind seine Darstellungen von Adlern, Löwen und Tigern. Nach Ansicht des Kunstkritikers Li Yuzhong rufen Gaos wütende Löwen und brüllende Tiger einen „kühnen und unnachgiebigen Geist“ hervor.
Landschaften und Figuren sind ebenfalls in Gaos Werk vertreten, obwohl reine Landschaften selten sind. Seine Figuren sind meist religiös und umfassen heilige Gestalten wie Bodhidharma.